# مراد دعمی

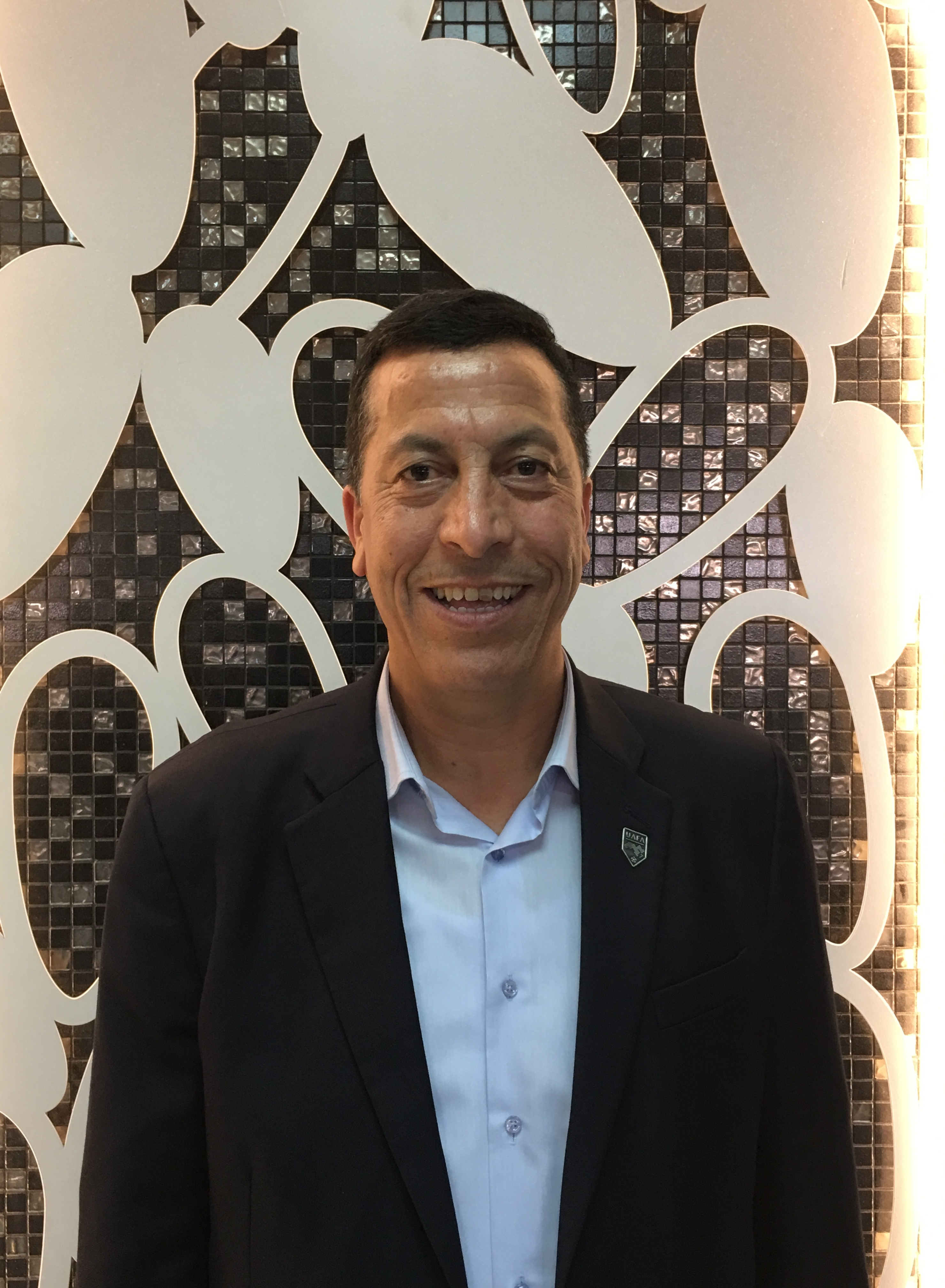
مراد دعمی

مراد دعمی (زاده ۱۵ اوت ۱۹۶۲) در المنستیر داور فوتبال بازنشسته اهل تونس است . او به دلیل قضاوت بر یک مسابقه در جام جهانی فوتبال ۲۰۰۲ به میزبانی کره جنوبی و ژاپن مشهور است .  او همچنین داور بازی نهایی در جام ملت های آفریقا بود که در سال ۲۰۰۰ به میزبانی نیجریه و غنا برگزار شد.